# COSCO Shipping Ports
Die COSCO Shipping Ports Limited (CSP) ist ein börsennotierter Hafenbetreiber mit Sitz in Hongkong.
Mit einem Gesamtumschlag von 124 Millionen Twenty-foot Equivalent Unit gehört CSP nach Containerumschlag zu den führenden Terminalbetreibern der Welt. Das in Bermudas registrierte Unternehmen hieß bis 2016 Cosco Pacific.
Ein großer Einzelaktionär ist die China COSCO Shipping Corporation.

## Aktivitäten in China
CSP ist an ungefähr 30 Terminalbetreibern in China beteiligt.

## Aktivitäten in Übersee
Außerhalb Chinas betreibt CSP Terminals oder ist an Terminalbetreibern beteiligt in folgenden Häfen:
In den Medien ist von 14 europäischen Häfen die Rede.
Belgien:
- 20 % Hafen von Antwerpen
- 85,45 % oder 90 % CSP Zeebrugge Terminal, (Hafen Zeebrugge)

Deutschland:
- Hafen in Duisburg, ehemals 30 %, laut Tagesschau vom 25. Oktober 2022 stiller Rückzug[5]
- Hamburger Hafen voraussichtlich 24,9 % Anteil am Containerterminal Tollerort

Frankreich:
- Hafen von Le Havre
- Marseille Europort

Griechenland:
- 100 % Hafen von Piräus

Italien:
- Hafen Triest[6]
- 40 % Vado Reefer Terminal nahe Genua

Niederlande:
- 35 % Euromax Terminal (Hafen Rotterdam)

Spanien:
- COSCO Shipping Ports (Spain)
  - 39 % CSP Iberian Bilbao Terminal
  - 51 % CSP Valencia Terminal, (Hafen von Valencia)

Türkei:
- 26 % Kumport Terminal (Hafen Istanbul)

Naher Osten:
- CSP Abu Dhabi Terminal
- Red Sea Gateway Terminal Dschidda
- 20 % Suez Canal Container Terminal

Amerika:
- Hafen Seattle (Vereinigte Staaten)
- CSP Chancay Terminal (Peru)

Asien:
- COSCO-PSA Terminal (Häfen in Singapur)

## Video – TV-Doku
- China greift nach Europa: Ein Hafen nach dem anderen 44.07 Minuten, WDR-Doku 27. Oktober 2022

## Audio – Radio-Feature
- Wie China durch Terminal-Beteiligungen in Europa profitiert Ausverkauf der Häfen, 43.40 Minuten, von Egon Koch, Deutschlandradio Feature 12. April 2022, Audio-Version (mp3; 40 MB), PDF-Version (pdf; 455 kB), Textversion (txt; 52 kB) zum Herunterladen.
- Mega-Hafen Chancay eröffnet – Wie China seine Macht in Südamerika ausbaut, 3.48 Minuten Audio-Version, von Anne Herrberg, Deutschlandfunk, 15. November 2024,

## Links
- Statista: Anteil von COSCO Shipping Ports an Hafenterminals in Europa und Nordafrika (Stand: September 2021)